# Balduino II de Flandes
Balduino II de Flandes, (h. 863 - Blandijnberg, 4 de diciembre de 918). Fue conde de Flandes desde 879 hasta su muerte.

## Biografía
Hijo de Balduino I de Flandes y de Judit, una hija de Carlos el Calvo, los primeros años de su reinado fueron funestos por las continuas y devastadoras incursiones vikingas a las que Balduino reaccionó construyendo nuevas fortalezas, reforzando las murallas de las ciudades y confiscando todas las tierras que habían sido abandonadas, con lo que logró controlar un territorio muy superior al que había heredado de su padre. Además aprovechó el conflicto existente entre Carlos el Simple y Eudes de Francia para hacerse con los territorios de Ternois y Boulogne-sur-Mer.

## Excomunión
En 884 se casó con Elfrida, hija del rey inglés Alfredo el Grande y en 900, tratando de frenar el poder de Fulquerio, arzobispo de Reims, instigó su asesinato, por lo que fue excomulgado por el papa Benedicto IV.
Le sucedió en sus posesiones su hijo Arnulfo I el Viejo.